# Masvingo (provincie)
Masvingo is een provincie van Zimbabwe. Het heeft een oppervlakte van 56.566 km² en een inwonertal van 1.318.705 (2002). De hoofdstad van de provincie is Masvingo, de naam van de provincie was tot 1980 Victoria.
In deze provincie is de oude stad Groot Zimbabwe (Great Zimbabwe) gelegen.
De provincie is ingedeeld in zeven districten:
- Bikita
- Chiredzi
- Chivi
- Gutu
- Masvingo
- Mwenezi
- Zaka

Bulawayo · Harare · Manicaland · Mashonaland Central · Mashonaland East · Mashonaland West · Masvingo · Matabeleland North · Matabeleland South · Midlands